# Les Astronautes
Ne doit pas être confondu avec le roman Les Astronautes de J.-H. Rosny aîné.
 (juillet 2025).
Pour plus de détails, voir Fiche technique et Distribution.
Les Astronautes est un film français réalisé par Walerian Borowczyk avec la collaboration de Chris Marker, sorti en 1959.

## Synopsis
Dans une maison de banlieue tranquille, un inventeur du dimanche conçoit un vaisseau spatial. Aussitôt achevé, il décolle et part à l'aventure.

## Fiche technique
- Titre : Les Astronautes
- Titre anglais : The Astronauts
- Réalisation : Walerian Borowczyk avec la collaboration de Chris Marker
- Scénario : Walerian Borowczyk
- Photographie : Daniel Harispe
- Montage : Jasmine Chasney
- Musique : Andrzej Markowski
- Producteur : Anatole Dauman
- Société de production : Argos Films et Les Films Armorial
- Pays d'origine :  France
- Genre : Film d'animation, Film de science-fiction
- Durée : 14 minutes
- Date de sortie : 1959

## Distribution
- Michel Boschet : L'inventeur
- Ligia Branice : La Femme
- Anatole Dauman
- Philippe Lifchitz
- Anabase la chouette

## Récompenses et distinctions
- Mostra de Venise 1959 : Prix du film de recherche
- Oberhausen 1959 : Prix de la Fédération Internationale de la Presse
- Festival de Bergame : Médaille d'or